# Nom txec
Els noms txecs són compostos d'un prenom i d'un cognom.

## Prenoms
En txec els noms són coneguts simplement per jména ("noms") o, quan ho requereix el context, křestní jména ("noms cristians" o, més aviat, "noms de bateig"). La forma en singular és jméno.
Durant l'època comunista els pares necessitaven un permís especial per posar un nom que no aparegués al calendari onomàstic txec (similar al santoral catòlic). Des de 1989 els pares tenen el dret de posar als seus fills el nom que desitgin, a condició que aquest sigui usat en algun lloc del món i que no sigui insultant o degradant. Tanmateix, la pràctica habitual és que a les oficines per a inscriure els naixements es consulti el nom al llibre "Jak se bude vaše dítě jmenovat?" (Com es dirà el teu fill?), ISBN 80-200-1349-0, la llista semioficial de noms "permesos". Si el nom no hi apareix, les oficines són extremadament refractàries a registrar el nom del nen.
Els pares txecs són encara una mica conservadors pel que fa a la tria dels noms dels nens. El gener de 2004 els noms de noi més populars eren Jan ("Joan"), Jakub ("Jacob" o "Jaume") i Tomáš ("Tomàs"). Els noms de noia més populars són Tereza ("Teresa"), Kateřina ("Caterina") i Eliška ("Elisa").
Els noms, com tots els substantius en txec, tenen casos gramaticals, és a dir, canvien segons el seu paper a l'oració. Per exemple, hom diria Jan kouše sendvič ("En Jan mossega un entrepà"), però Pes kouše Jana ("Un gos mossega en Jan") i Pes dal Janovi vzteklinu ("El gos va encomanar a en Jan la ràbia"). Al contrari del proper eslovac, el txec té un cas vocatiu, una forma d'una paraula usada només quan es crida algú o quan s'adreça a algú. Llavors, hom diria Tomáši, pozor pes! (Tomáš, compte amb el gos!).

## Cognoms
Mentre els txecs comparteixen relativament pocs noms, hi ha milers de cognoms txecs.
Els cognoms txecs (en singular i plural: příjmení) són similars en origen als catalans. Típicament, reflecteixen una característica personal d'un avantpassat (com ara Malý, "Petit"); el lloc del qual procedia o en què vivia (per exemple Polák, "Polonès"); a allò a què es dedicava (Kovář, "Ferrer"); o el prenom d'algun avantpassat (Petr, "Pere"). Molts cognoms txecs, com ara Sokol ("Falcó") o Zajíc ("Llebre"), són noms d'animals. El que no 
és compartit amb el català però és similar als llenguatges natius americans és la naturalesa extremadament descriptiva d'alguns cognoms txecs, com ara Skovajsa ("Amagar-se"), Skočdopole ("Saltar al camp"), Osolsobě ("Salar el menjar"), Ventluka ("Esclatar enfora") i fins i tot Jebavý ("Practicant sexe") o Vražda ("Assassí").
Els cognoms alemanys són també comuns a la República Txeca; el país formava part de l'Imperi Austríac abans de 1918 i ha tingut molta població alemanya fins a la Segona Guerra Mundial.
Els cognoms txecs més comuns són Novák ("Nou"), Svoboda ("Lliure," literalment "Llibertat"), Novotný (el mateix origen que Novák), Dvořák (de dvůr, "Cort") i Černý ("Negre").